# Национално знаме на Беларус
Националното знаме на Беларус има правоъгълна форма и се състои от две хоризонтални цветни полета: червено в горната част с ширина 2/3 от знамето и зелено отдолу с ширина 1/3. В близост до носещото тяло е изобразен червен национален орнамент на бял фон с ширина 1/9 от ширината на знамето. Отношението ширина към дължина е 1:2. Беларус е единствената от бившите републики на СССР, която е възстановила знамето си оттогава с незначителни промени (с изключение на непризнатото Приднестровие).
Червеният цвят в съвременното знаме на Беларус символизира кръвта на беларусите проляна за свободата. Зеленият цвят е символ на надеждата, пролетта, горите и полята на страната. Националният елемент символизира древната култура, народното богатство и единството на беларуския народ.

## История
Знамето на Беларус е прието в настоящата си форма на 7 юни 1995 г. вследствие на спорен референдум проведен в страната. Новият дизайн замества историческото знаме на Беларус, използвано от Беларуската народна република през 1918 г., преди да стане част от СССР, както и във времето след обявяване на независимост през 1991 г. Настоящото знаме е почти идентично със знамето на Беларуската ССР от 1951 г., което от своя страна е било изработено по образец на знамената от бившия СССР.

## Дизайн
Настоящата форма на знамето на Беларус се регулира с различни нормативни актове. Основният е „Законът за държавните символи на Република Беларус“ (№ 301-З от 5 юли 2004 г.) и стандарт СТБ 911 – 2008, заменящ стандарт РСТ 911 – 91. Описанието на знамето в стандарта е следното
| „ | Държавното знаме представлява правоъгълно платнище, състоящо се от две хоризонтални цветни полета: горното червено, долното зелено. Отношението на ширината на червеното и зеленото поле е 2:1. Отношението на ширината на държавното знаме към неговата дължина е 1:2. Към носещата част е разположен вертикално беларуски национален орнамент в червен цвят на бяло поле, представляващ 1/9 от дължината на знамето. | “ |

Първоначално ширината на националния орнамент била 1/12 от дължината на знамето и се е разполагала в центъра на бялото поле. През 2009 г. Комитетът по стандартизация на Република Беларус приема промени в описанието на някои елементи в знамето, като пропорциите на националния орнамент са променени. С постановление от 10 февруари 2012 г. тези изменения в орнамента на знамето се приемат, а изображението на знамето е приведено в съответствие с неговото описание. Промяната влиза в действие на 1 май 2012 г..
Цветовете на знамето се регулират от стандарта СТБ 911 – 2008, според който изискванията към цветовите характеристики на материалите са определени в цветовия модел CIE xyY, определен от Международната комисия по осветление:
| Цвят | Официален цветови модел                                                  | RGB цветови модел | HEX цветови модел |
| ---- | ------------------------------------------------------------------------ | ----------------- | ----------------- |
|      | CIE xyY цветови модел x10:0.553 ± 0.010 y10:0.318 ± 0.010 Y10:14.8 ± 1.0 | (200, 49, 62)     | #c8313e           |
|      | CIE xyY цветови модел x10:0.297 ± 0.010 y10:0.481 ± 0.010 Y10:29.6 ± 1.0 | (74, 166, 87)     | #4aa657           |
|      |                                                                          | (0, 0, 0)         | #                 |
|      |                                                                          | (0, 0, 0)         | #                 |
|      |                                                                          | (0, 0, 0)         | #                 |
|      |                                                                          | (0, 0, 0)         | #                 |

## Историческо знаме
Знамето използвано в Беларус между 1991 г. и 1995 г. представлява бял флаг с червена хоризонтална ивица в средата. То е базирано на цветовете на герба на Беларуската народна република (март-декември 1918 г.), който изобразява бял конник на червен фон.
Произходът на това знаме не е ясен и съществуват няколко теории. Една от тях е, че знамето било използвано от войските на беларусите, които поставили руския червен цвят на бял фон, за да се различават от тези на Древноруската държава. Според друга легенда, през 1410 г., когато обединените войски на Полша, Великото Литовско княжество и Русия победили рицарите от Тевтонския орден в битката при Грунвалд, ранен беларуски войник разкъсал напоена с кръв превръзка и я развял като знаме на победата.

## Галерия
- Знаме на Литовско-Беларуската съветска социалистическа република 1919
- Знаме на Съветската социалистическа република Белорусия 1919 – 1927
- Знаме на Беларуската съветска социалистическа република 1927 – 1937
- Знаме на БССР 1937 – 1951
- Знаме на БССР 1951 и 1991
- Знаме на Беларус 1991 и 1995
- Знаме на Беларус 1995 – 2012
- Настоящото знаме на Република Беларус 2012 –